# Bureå IF
Bureå Idrottsförening är en idrottsförening i Bureå i Skellefteå kommun.  Den grundades 1919 under namnet Skärgårdens IF. 
Fotboll är den största sektionen inom Föreningen och representationslaget Bureå IF:s Herrfotbollslag spelar i Division 4 Västerbotten
Idrotter som bedrivits genom åren är bland annat fotboll, ishockey, friidrott, innebandy och längdskidåkning. I nuläget (2024) finns aktiva lag inom fotboll, futsal, innebandy och ishockey.